# Rick Carter
Pour les articles homonymes, voir Carter.
Rick Carter, né en 1952 à Los Angeles, est un chef décorateur et directeur artistique américain.
Il est notamment connu pour son travail sur les films Forrest Gump (1994) qui lui a valu d'être nommé pour l'Oscar des meilleurs décors à la 67e cérémonie des Oscars, Amistad (1997), A.I. Intelligence artificielle (2001), La Guerre des mondes (2005), Jurassic Park (1993), Avatar (2009) ou encore Retour vers le futur 2 (1989).

## Filmographie
- 1982 : Magic Journeys (court métrage) de Murray Lerner
- 1985-1987 : Histoires fantastiques (Amazing Stories) (série télévisée) (35 épisodes)
- 1989 : Les Trois Fugitifs (Three Fugitives) de Francis Veber
- 1989 : Retour vers le futur 2 (Back to the Future Part II) de Robert Zemeckis
- 1990 : Retour vers le futur 3 (Back to the Future Part III) de Robert Zemeckis
- 1992 : La mort vous va si bien (Death Becomes Her) de Robert Zemeckis
- 1993 : Jurassic Park de Steven Spielberg
- 1994 : Forrest Gump de Robert Zemeckis
- 1997 : Le Monde perdu : Jurassic Park (The Lost World) de Steven Spielberg
- 1997 : Amistad de Steven Spielberg
- 2000 : Apparences (What Lies Beneath) de Robert Zemeckis
- 2000 : Seul au monde (Cast Away) de Robert Zemeckis
- 2001 : A.I. Intelligence artificielle (A.I: Artificial Intelligence) de Steven Spielberg
- 2004 : Le Pôle express (The Polar Express) de Robert Zemeckis
- 2005 : La Guerre des mondes (War of the Worlds) de Steven Spielberg
- 2005 : Munich de Steven Spielberg
- 2009 : Avatar de James Cameron
- 2011 : Sucker Punch de Zack Snyder
- 2011 : Cheval de guerre (War Horse) de Steven Spielberg
- 2012 : Lincoln de Steven Spielberg
- 2015 : Star Wars, épisode VII : Le Réveil de la Force (Star Wars: Episode VII – The Force Awakens) de J. J. Abrams
- 2016 : Le Bon Gros Géant (The BFG) de Steven Spielberg
- 2017 : Pentagon Papers (The Post) de Steven Spielberg
- 2019 : Star Wars, épisode IX : L'Ascension de Skywalker (Star Wars: Episode IX – The Rise of Skywalker) de J. J. Abrams
- 2022 : The Fabelmans de Steven Spielberg